# Ahlmannfjellet
De Ahlmannfjellet is een berg op Spitsbergen. De berg is gelegen in het gebied James I-land.
De berg is 949 meter hoog en is vernoemd naar de Zweedse glacioloog Hans Wilhelmsson Ahlmann (1889-1974).